# Houston County (Texas)
Das Houston County ist ein County im Bundesstaat Texas der Vereinigten Staaten. Das U.S. Census Bureau hat bei der Volkszählung 2020 eine Einwohnerzahl von 22.066 ermittelt. Der Sitz der County-Verwaltung (County Seat) befindet sich in Crockett. Das County gehört zu den sogenannten Dry Countys, was bedeutet, dass der Verkauf von Alkohol eingeschränkt oder verboten ist.

## Geographie
Das County liegt im Osten von Texas, etwa 90 km vor der Grenze zu Louisiana und hat eine Fläche von 3203 Quadratkilometern, wovon 15 Quadratkilometer Wasserfläche sind. Es grenzt im Uhrzeigersinn an folgende Countys: Anderson County, Cherokee County, Angelina County, Trinity County, Walker County, Madison County und Leon County.

## Geschichte
Houston County wurde am 12. Juni 1837 aus Teilen des Nacogdoches County gebildet. Benannt wurde es nach Samuel Houston, einer der wichtigsten Figuren in der Geschichte von Texas. Houston war einer der Unterzeichner der Unabhängigkeitserklärung der Republik Texas. Während der Texanischen Revolution war er Oberbefehlshaber der Armee und führte sie zum Sieg in der Schlacht von San Jacinto. Danach war er zuerst Präsident der Republik Texas, später Senator und Gouverneur von Texas. Aus diesem Amt wurde er entfernt, als er sich weigerte einen Eid auf die Konföderierten Staaten von Amerika zu leisten.

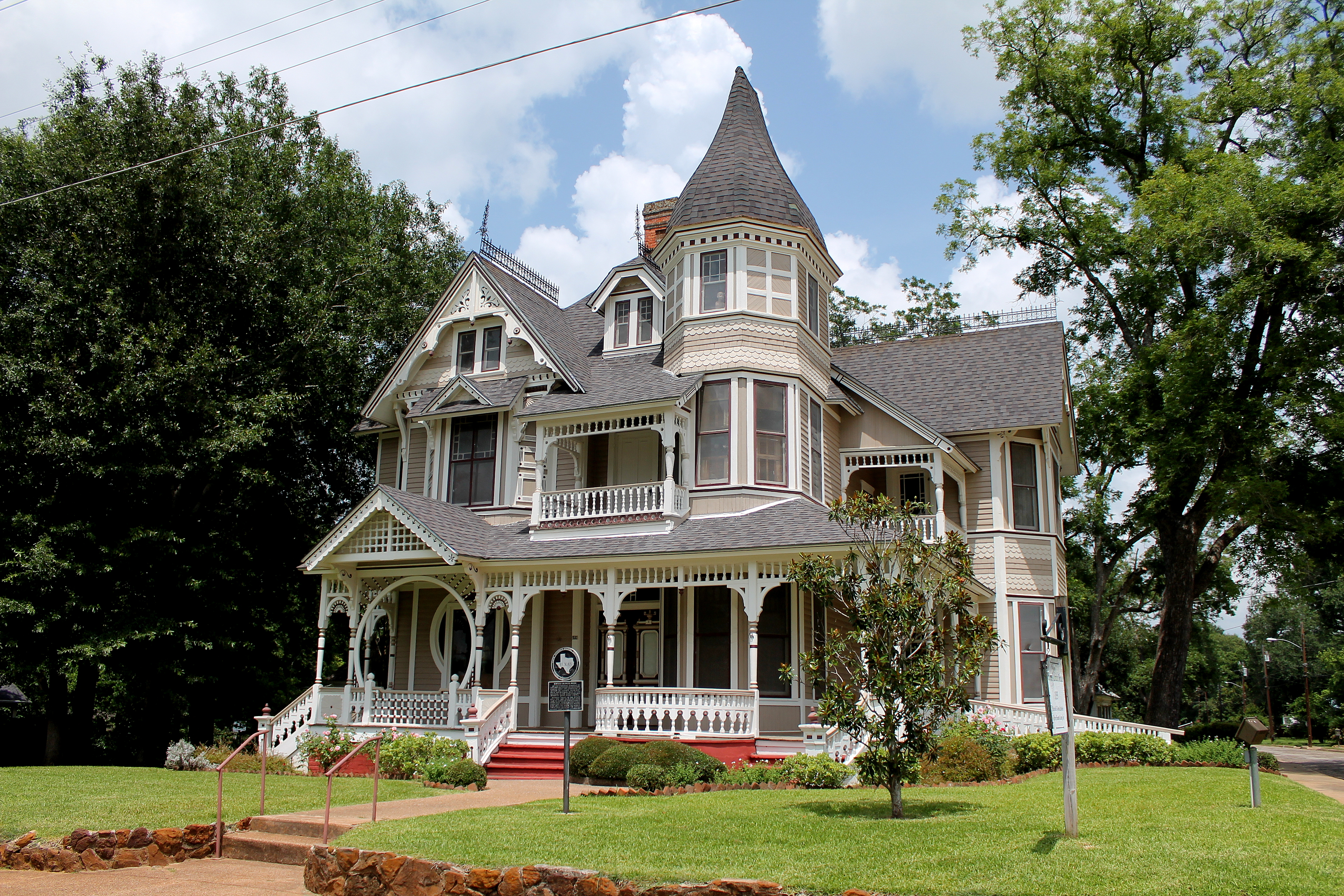
Downes-Aldrich House (2014)

Sieben Bauwerke und Stätten im County sind im National Register of Historic Places („Nationales Verzeichnis historischer Orte“; NRHP) eingetragen (Stand 24. November 2021), darunter neben dem Houston County Courthouse das Downes-Aldrich House.

## Demografische Daten

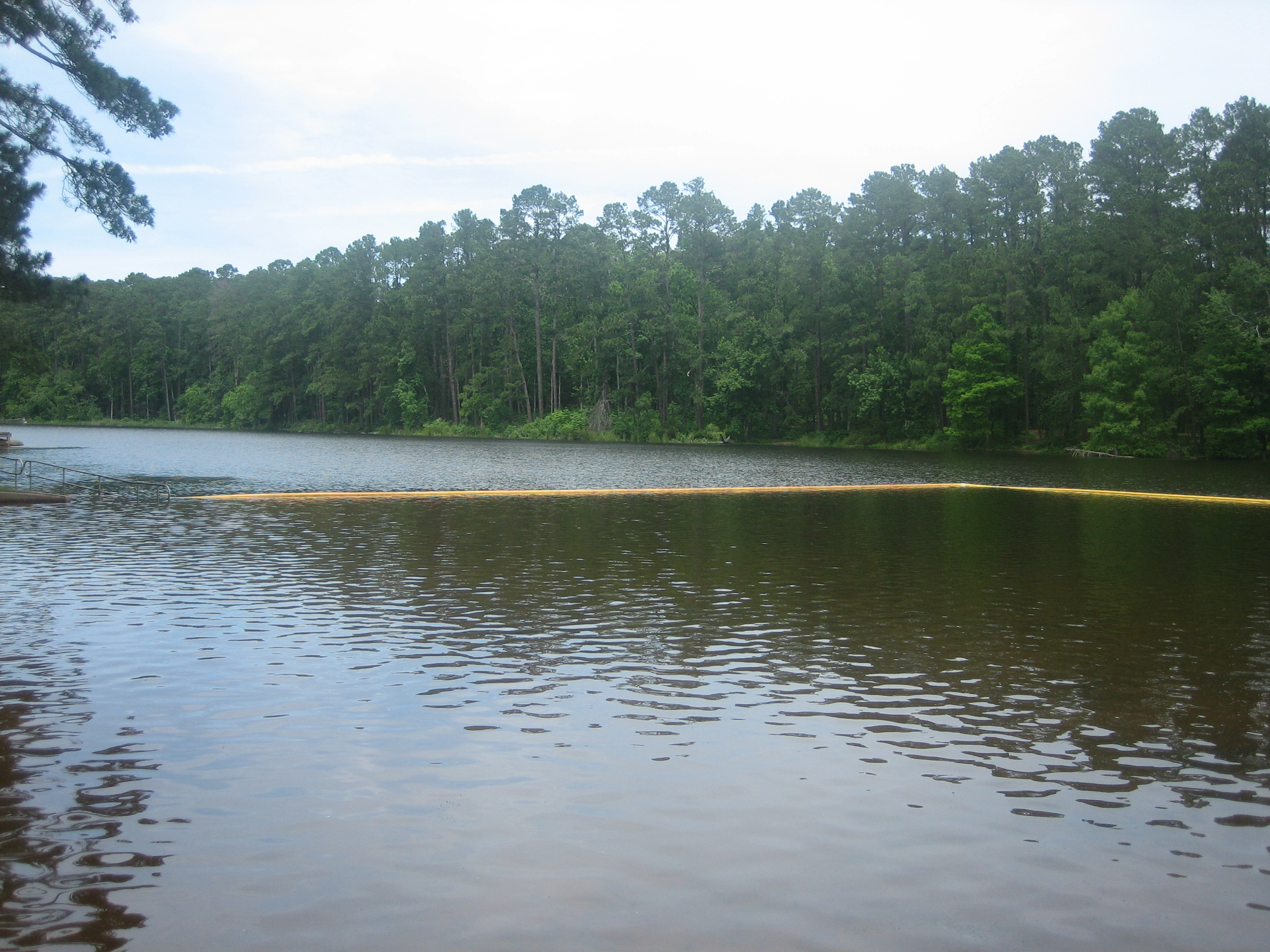
Der Ratcliff Lake

Nach der Volkszählung im Jahr 2000 lebten im Houston County 23.185 Menschen. Davon wohnten 2.999 Personen in Sammelunterkünften, die anderen Einwohner lebten in 8.259 Haushalten und 5.756 Familien. Die Bevölkerungsdichte betrug 7 Einwohner pro Quadratkilometer. Ethnisch betrachtet setzte sich die Bevölkerung zusammen aus 68,57 Prozent Weißen, 27,93 Prozent Afroamerikanern, 0,26 Prozent amerikanischen Ureinwohnern, 0,25 Prozent Asiaten, 0,06 Prozent Bewohnern aus dem pazifischen Inselraum und 2,17 Prozent aus anderen ethnischen Gruppen; 0,76 Prozent stammten von zwei oder mehr ethnischen Gruppen ab. 7,50 Prozent der Einwohner waren spanischer oder lateinamerikanischer Abstammung.
Von den 8.259 Haushalten hatten 28,7 Prozent Kinder oder Jugendliche, die mit ihnen zusammen lebten. 51,9 Prozent waren verheiratete, zusammenlebende Paare 14,2 Prozent waren allein erziehende Mütter und 30,3 Prozent waren keine Familien. 27,9 Prozent waren Singlehaushalte und in 15,1 Prozent lebten Menschen im Alter von 65 Jahren oder darüber. Die durchschnittliche Haushaltsgröße betrug 2,44 und die durchschnittliche Familiengröße betrug 2,97 Personen.
23,2 Prozent der Bevölkerung war unter 18 Jahre alt, 6,8 Prozent zwischen 18 und 24, 27,7 Prozent zwischen 25 und 44, 24,3 Prozent zwischen 45 und 64 und 18,0 Prozent waren 65 Jahre alt oder älter. Das Medianalter betrug 40 Jahre. Auf 100 weibliche Personen kamen 114,1 männliche Personen und auf 100 Frauen im Alter von 18 Jahren oder darüber kamen 115,9 Männer.
Das jährliche Durchschnittseinkommen eines Haushalts betrug 28.119 USD, das Durchschnittseinkommen einer Familie betrug 35.033 USD. Männer hatten ein Durchschnittseinkommen von 29.143 USD, Frauen 19.885 USD. Das Prokopfeinkommen betrug 14.525 USD. 15,6 Prozent der Familien und 21,0 Prozent der Einwohner lebten unterhalb der Armutsgrenze.

## Orte im County
- Arbor
- Ash
- Augusta
- Austonio
- Belott
- Crockett
- Cut
- Fodice
- Grapeland
- Holly
- Hopewell
- Kennard
- Latexo
- Lovelady
- Mapleton
- Mound City
- Percilla
- Porter Springs
- Post Oak
- Ratcliff (Houston County)
- Refuge
- Reynard
- Sand Ridge
- Smith Grove
- Tadmor
- Vistula
- Weches
- Weldon